# Béla Tallián

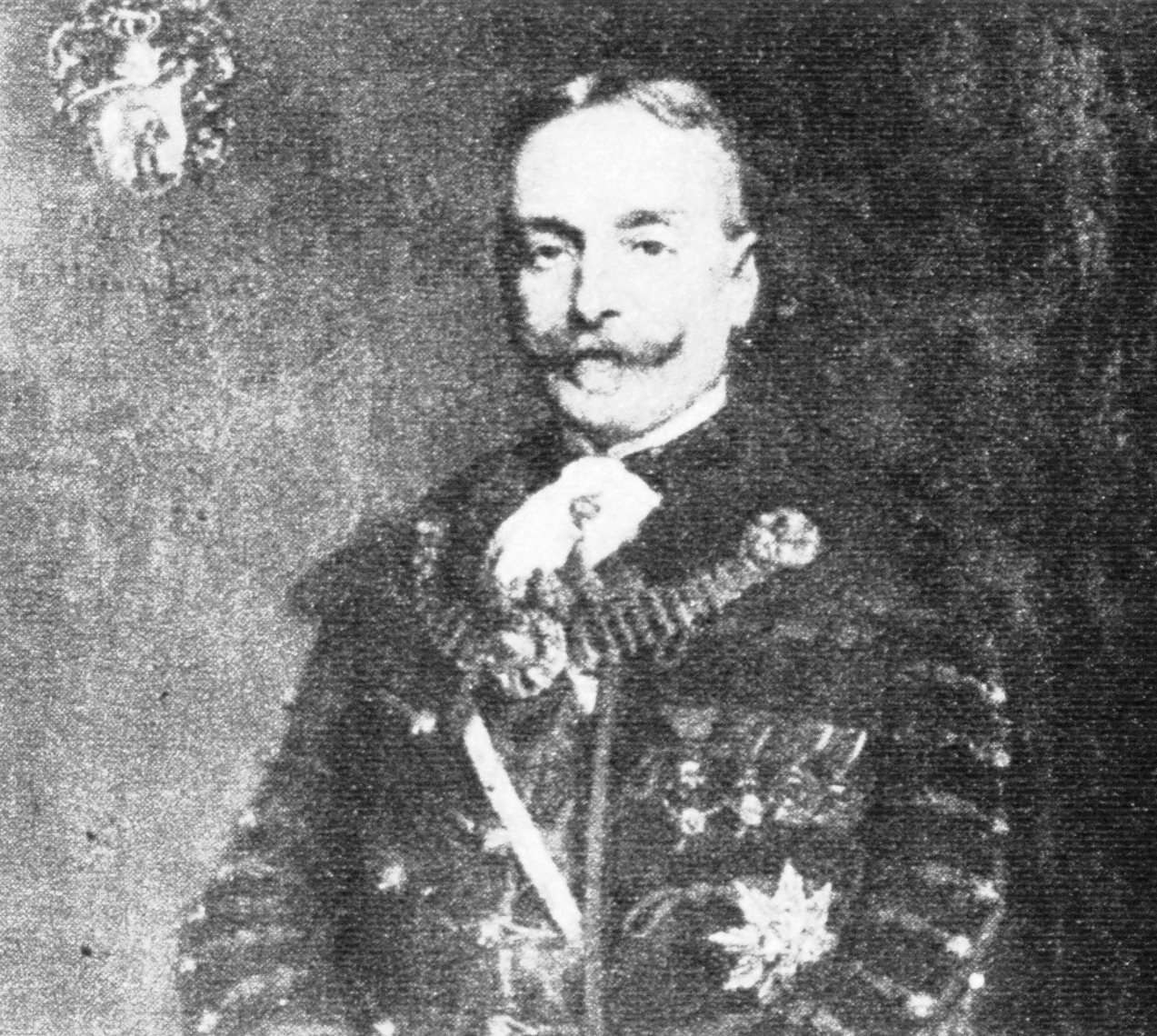
Béla Tallián

Béla Baron Tallián von Vizek (* 1851 in Szabás; † 23. November 1923 in Kiszombor) war ein ungarischer Politiker und Ackerbauminister.

## Leben
Tallián wurde in Szabás im Komitat Somogy geboren. Nach dem Schulbesuch in Budapest und Szeged studierte er Jura in Pozsony und wurde 1873 Staatsbediensteter im Komitat Torontál. 1889 wurde er Obergespan des Komitats Somogy und ab 1892 auch der Komitate Békés und Csongrád. Als Obergespan von Somogy wurde er Regierungsbeauftragter für die Regulierung des Balaton und 1888 für die Regulierung der Drau. 1896 wurde er als Mitglied der Liberalen Partei für den Wahlbezirk Törökkanizsa erstmalig in das Repräsentantenhaus des Ungarischen Reichstags gewählt, dessen Vizepräsident er von 1899 bis 1903 war. Von 1903 bis 1905 war er im Kabinett von István Tisza Ackerbauminister. Im Ersten Weltkrieg war er nach der Einnahme Belgrads durch Österreich-Ungarn für kurze Zeit Bürgermeister der Stadt und floh nach Kriegsende nach Szeged. Nach Ausrufung der Ungarischen Räterepublik wurde er gefangen genommen, später aber nach deren Zusammenbruch wieder frei gelassen.